# Škoda Enyaq iV
La Škoda Enyaq (ou Enyaq iV) est un SUV familial électrique produit par le constructeur automobile tchèque Škoda à partir de 2020. Elle fait partie de la gamme électrique « iV » du constructeur et elle est annoncée par le Škoda Vision iV concept présenté au salon international de l'automobile de Genève 2019.

## Présentation
L'Enyaq est dévoilée virtuellement par Škoda en mai 2020 et présentée officiellement à Prague le 1er septembre 2020. Elle rejoint les Kodiaq, Karoq et Kamiq dans la gamme des SUV du constructeur tchèque.
Son nom est l'association de Enya qui vient du gaélique eithne signifiant « essence », « force vitale » ou « principe », et de la lettre Q commune dans les terminaisons de noms des SUV de Škoda.

Škoda Enyaq
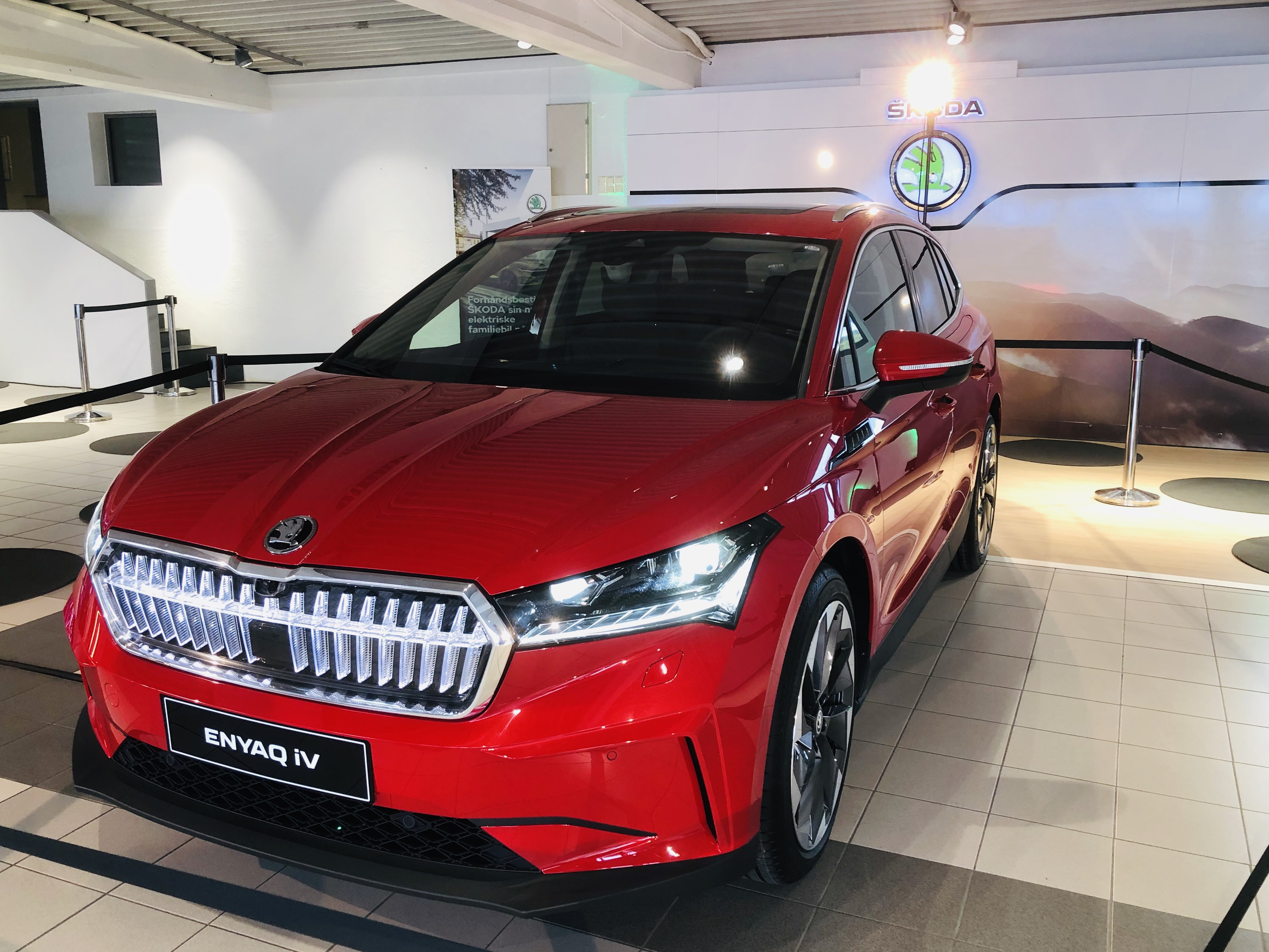
Avant
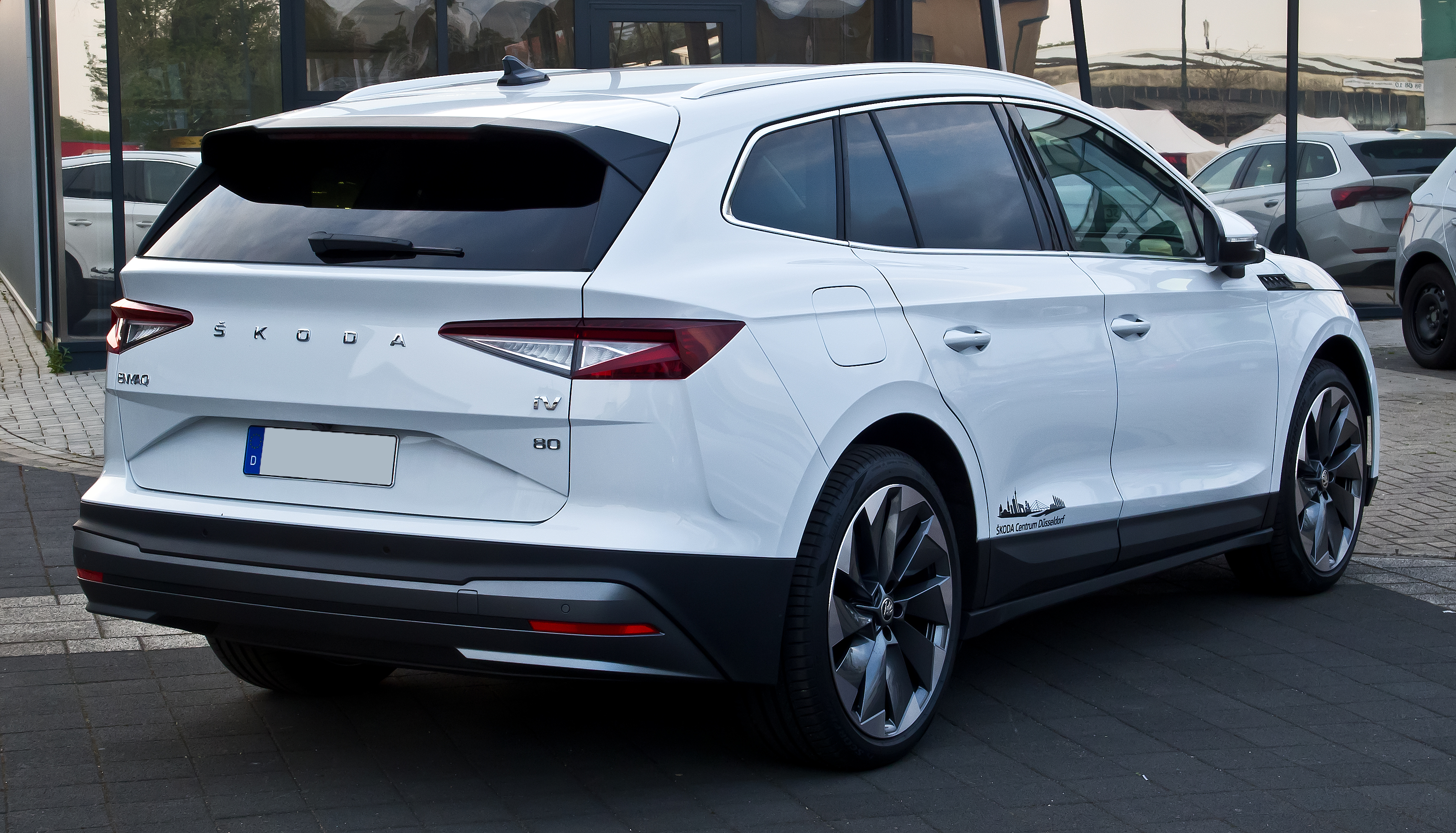
Arrière
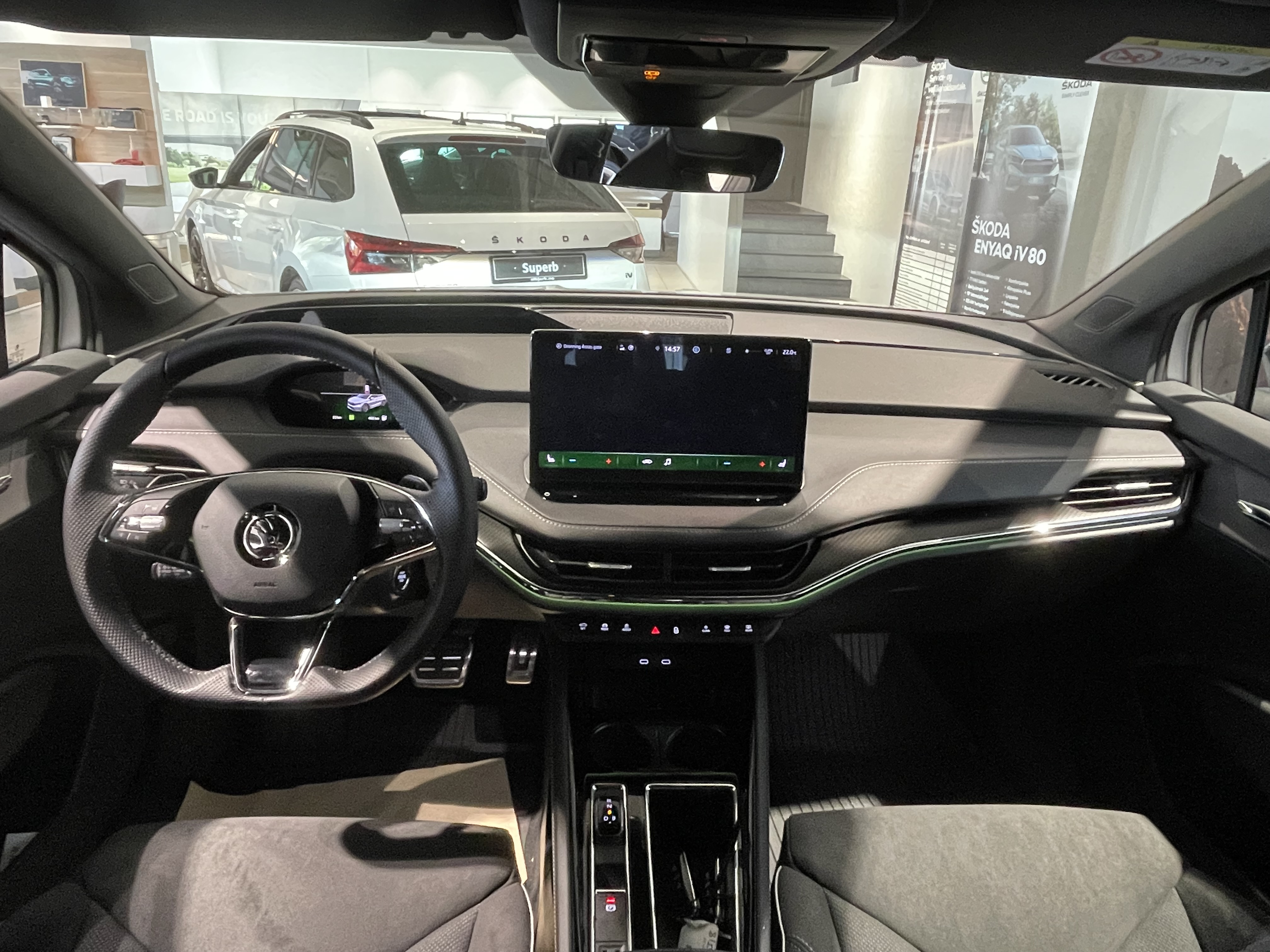
Planche de bord
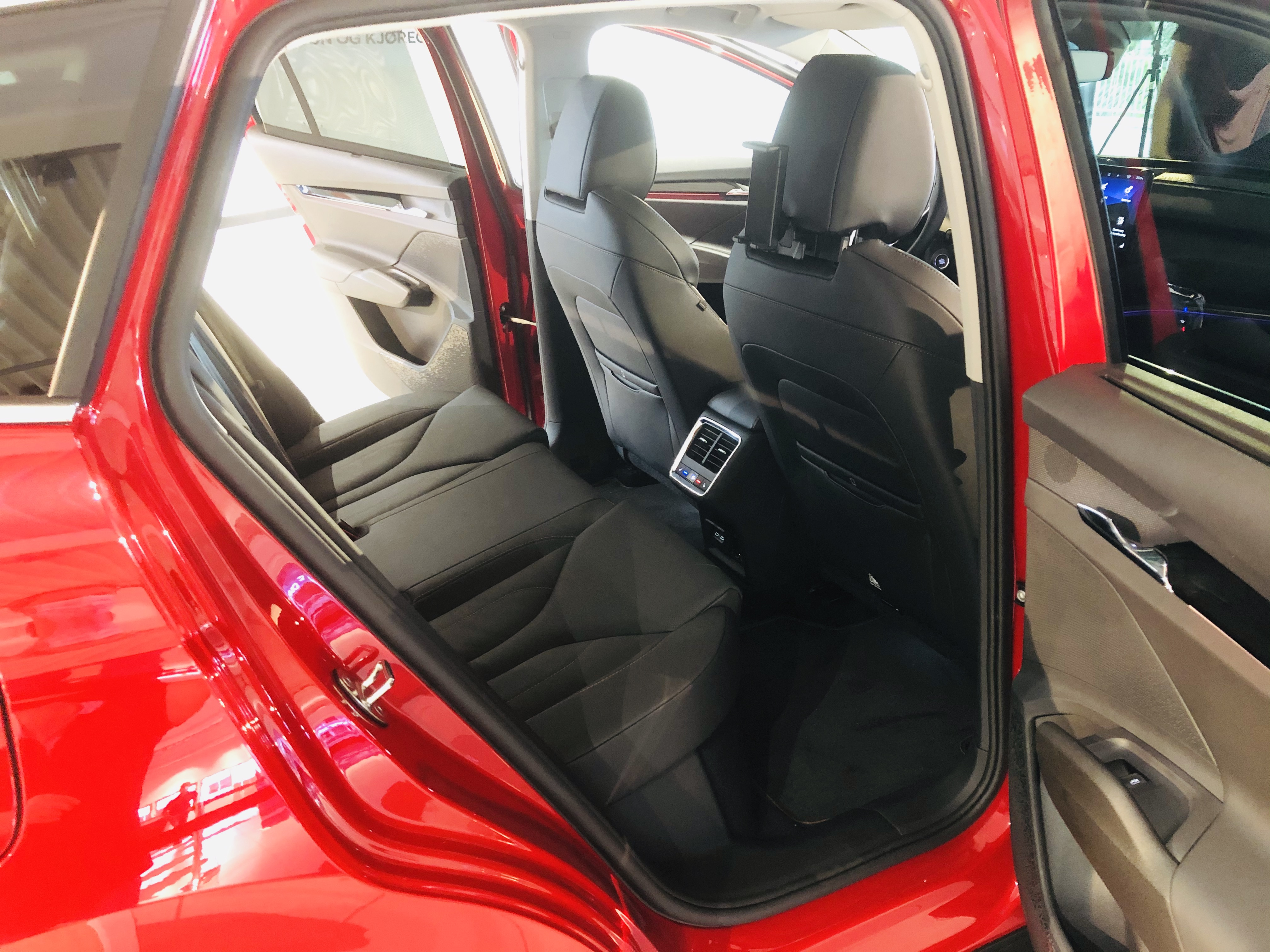
Places arrière
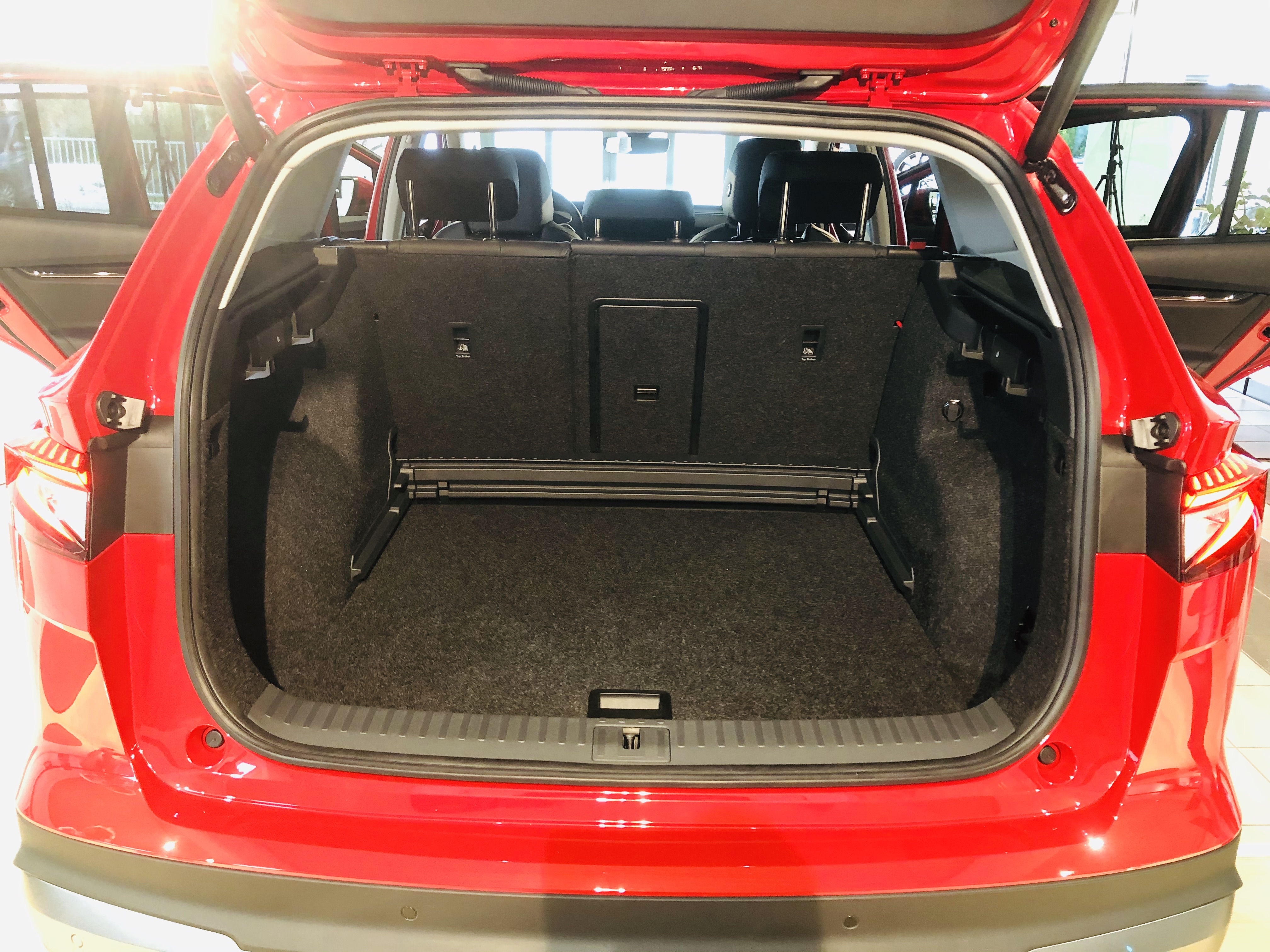
Coffre

### Enyaq Coupé
L'Enyaq Coupé est présentée officiellement le 31 janvier 2022 à Prague. La production débute à l'usine de Mladá Boleslav en février 2022, avec un objectif de production initial de 120 unités quotidiennes. Le coupé ne propose pas de version d'entrée de gamme avec la plus petite batterie de 55 kWh disponible sur l'Enyaq « classique »,, mais une version sportive RS vient compléter la gamme.
La version coupé reprend quasiment les dimensions de la cinq portes à 4 mm près en longueur en moins et 6 mm de plus en hauteur.

### Enyaq RS
Une version sportive RS (Rally Sport) de 299 ch est lancée mi-2022. Elle est d'abord réservée à la déclinaison coupé de l'Enyaq. Ce modèle RS reçoit une batterie de 82 kWh et bénéficie d'un châssis sport et d'une garde au sol rabaissée. Fin 2022, l'Enyaq non-coupé devient lui aussi disponible en version RS.

## Caractéristiques techniques
L'Enyaq est la jumelle technique de l'Audi Q4 e-tron et des Volkswagen ID.4 et ID.5, toutes quatre SUV électriques basés sur la plate-forme MEB dédiée aux véhicules électriques du Groupe Volkswagen.
Le SUV électrique est doté d'un écran d'info-divertissement et de navigation de 10 à 13 pouces (soit 33 cm au maximum).
L'Enyaq reçoit notamment une grille de calandre illuminée de 130 LED, imitant ainsi l'apparence du cristal.

### Motorisations
L'Enyaq est dotée d'un moteur électrique de 150 kW (204 ch) placé sur l'essieu arrière et peut recevoir un second électromoteur de 102 ch qui prend place sur l'essieu avant lui faisant bénéficier d'une transmission intégrale.

### Batteries
Le constructeur propose le choix entre trois packs de batteries lithium-ion d’origine LG, sur cinq versions du modèle :
|                             | Škoda Enyaq | Škoda Enyaq | Škoda Enyaq        | Škoda Enyaq        | Škoda Enyaq        | Škoda Enyaq        | Škoda Enyaq        |
| iV 50                       | iV 60       | iV 80       | iV 80X             | iV 85              | iV 85X             | iV vRS             |                    |
| --------------------------- | ----------- | ----------- | ------------------ | ------------------ | ------------------ | ------------------ | ------------------ |
| Disponibilité               | 2020 - 2023 | 2020 -      | 2020 - 2023        | 2020 - 2023        | 2024 -             | 2024               | 2020 -             |
| Puissance moteur (kW)       | 109         | 132         | 150                | 195                | 210                | 210                | 220                |
| Puissance maximale (ch)     | 148         | 179         | 204                | 265                | 285                | 285                | 299                |
| Couple maximal (N m)        | 220         | 310         | 310                | 425                | 545                | 545                | 460                |
| Vitesse maximale (km/h)     | 160         | 160         | 160                | 160                | 180                | 180                | 180                |
| 0-100 km/h (s)              | 11,4        | 8,7         | 8,5                | 6,9                | 6,7                | 6,6                | 6,2                |
| Transmission                | Propulsion  | Propulsion  | Propulsion         | Intégrale          | Propulsion         | Intégrale          | Intégrale          |
| Masse à vide (kg)           | 1992        |             |                    |                    | 2137               | 2222               | 2251               |
| Batterie                    |             |             |                    |                    |                    |                    |                    |
| Type                        | Lithium Ion | Lithium Ion | Lithium Ion        | Lithium Ion        | Lithium Ion        | Lithium Ion        |                    |
| Capacité brute (kWh)        | 55          | 62          | 82                 | 82                 | 82                 | 82                 | 82                 |
| Capacité utile (kWh)        | 51          | 58          | 77                 | 77                 | 77                 | 77                 | 77                 |
| Autonomie (km)              | 400         | 440         | 500                | 460                | 565                | 537                | 541                |
| Temps de recharge           |             |             |                    |                    |                    |                    |                    |
| sur une Wallbox 11 kW       | 6 heures    | 6 heures    | 8 heures           | 8 heures           | 8 heures           | 8 heures           | 8 heures           |
| sur une borne rapide 125 kW |             |             | 38 minutes (à 80%) | 38 minutes (à 80%) | 38 minutes (à 80%) | 38 minutes (à 80%) | 38 minutes (à 80%) |

### Sécurité
La Škoda Enyaq iV  est équipée :
- d'un système d'aide à la vitesse utilisant une caméra et une cartographie numérique pour déterminer la limite de vitesse locale en série; le conducteur peut choisir de laisser le système ajuster automatiquement sa vitesse ;
- d'un système de détection de la fatigue en option qui surveille la vigilance du conducteur ;
- d'un système d'assistance au maintien dans la voie qui avertit le conducteur si la voiture dévie de sa voie et corrige doucement la trajectoire du véhicule ou de manière plus agressive dans des situations plus critiques.

## Finitions
- Base
- Sportline
- RS

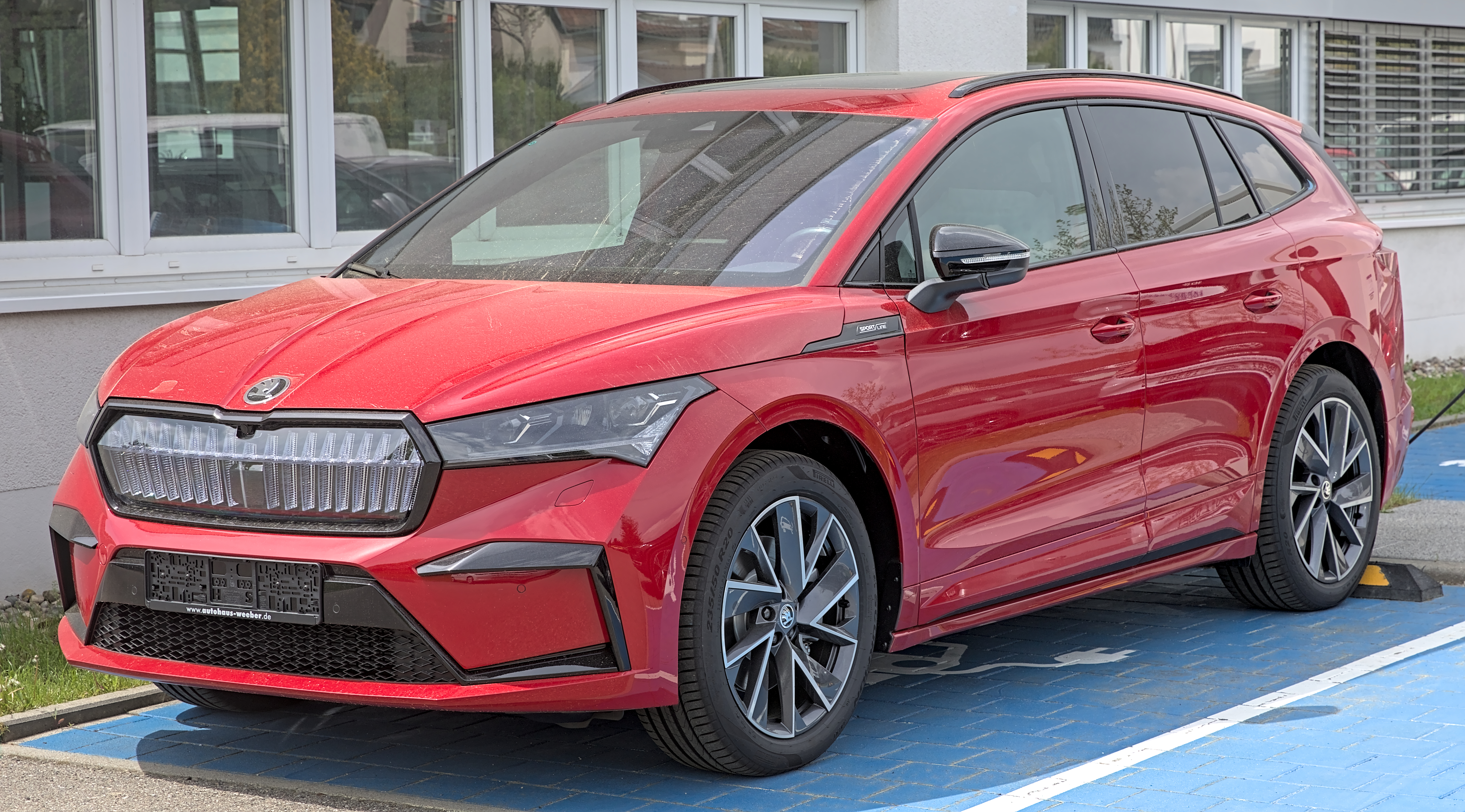
Škoda Enyaq Sportline.

- Laurin & Klement (à partir de mai 2023)[21]

Designs intérieurs
Les descriptions de chaque design intérieur sont issues de la brochure de l'Enyaq.
- Studio (de série sur Enyaq 50)
- Loft (option sur Enyaq 50, de série sur Enyaq 60 et 80) : « moderne et chaleureux »

Les designs intérieurs suivants sont en option sur Enyaq 60 et 80 :
- Lodge : « éco-responsable »
- Lounge : « précieux et exclusif »
- Suite : « chic et luxueux »
- ecoSuite : « chic, luxueux et respectueux de la nature »
- Sportline : « luxueux et sportif »

### Série limitée
- Founders Edition (1 895 exemplaires), célèbre la fondation de l’entreprise en 1895 par Václav Laurin et Václav Klement[23].

### Tarifs
|                  | Version 50 | Version 60 | Version 80 | Version 80X |
| ---------------- | ---------- | ---------- | ---------- | ----------- |
| (base)           | 36720 €    | 41960 €    | 48510 €    | 51130 €     |
| Sportline        | -          | 45200 €    | 51110 €    | 53730 €     |
| Founders Edition | -          | 49710 €    | 54540 €    | 56640 €     |

Bonus écologique en France
- Au juillet 2021, le bonus écologique s'élève à 6000 € pour les versions de moins de 45000 € (par exemple, la Version 50 en finition de base coûte 30720 € bonus écologique inclus). Pour une personne morale, ce bonus atteint 4000 €. Entre 45000 et 60000 €, le bonus écologique atteint 2000 € (par exemple, la Version 60 en finition Sportline coûte 43200 € bonus écologique inclus)[25].

- Au juillet 2022, le bonus écologique s'élève à 5000 € pour les versions de moins de 45000 €. Pour une personne morale, ce bonus atteint 3000 €. Entre 45000 et 60000 €, le bonus écologique atteint 1000 €[25].

## Concept car
La Škoda Enyaq est préfigurée par le concept car Škoda Vision iV présenté au salon de Genève en mars 2019.
Le Vision iV concept est un SUV électrique, doté de deux électromoteurs, le premier placé sur le train arrière procure une puissance de 150 kW et 310 N m de couple, et le second placé sur l'essieu avant fournit 75 kW et 150 N m, pour une puissance cumulée totale de 225 kW (306 ch).